# Teleioi xenoi
Teleioi xenoi (řecky Τέλειοι Ξένοι) je řecký hraný film z roku 2016, který režíroval Thodoris Atheridis podle italského filmu Naprostí cizinci z téhož roku. Snímek měl premiéru dne 15. prosince 2016.

## Děj
Příběh se odehrává během jednoho večera, kdy se sedm přátel – tři páry a jeden rozvedený muž – schází na večeři. Během večera navrhne psycholožka Martha hru: všichni položí své mobilní telefony na stůl a veškeré příchozí zprávy a hovory budou sdílet s ostatními. Tato na první pohled nevinná hra se však brzy promění v sérii odhalení, která ohrozí jejich dosavadní vztahy a přátelství. 

## Obsazení
| Thodoris Atheridis   | Thomas    |
| Smaragda Karydi      | Ersi      |
| Alkis Kourkoulos     | Alekos    |
| Maria Nafpliotou     | Marhta    |
| Makis Papadimitriou  | Achilleas |
| Giannos Perlegas     | Giorgos   |
| Evagelia Siriopoulou | Lina      |
| Christina Varotsou   | Sofia     |
| Dimitris Presveias   | syn Ersi  |